# Mario Boero
Mario Giuseppe Giovanni Boero (Genova, 17 ottobre 1893 – Genova, 31 dicembre 1973) è stato un pallanuotista italiano.
Era noto come Boero II per distinguerlo dal fratello Ercole o Boero I.

## Carriera

### Club
La sua carriera si svolse tra le file del Genoa Cricket and Football Club Pallanuoto, vincendo i primi campionati italiani di pallanuoto.

### Nazionale
Boero difese i colori dell'Italia alle olimpiadi di Anversa nel 1920. 
La spedizione fu fallimentare. Gli italiani patirono le gelide acque anversane e, nella partita contro la Spagna, protattasi ai supplementari per l'1 a 1 nei tempi regolamentari, solo Mario Boero, Ercole Boero ed Amilcare Beretta scesero in vasca. Gli altri compagni si arresero od entrarono solo nel secondo tempo supplementare a causa di possibili assideramenti. L'incontro terminò comunque con una sola ulteriore rete, segnata dagli spagnoli.

## Palmarès

### Club
- Campionato italiano: 2

Genoa:1913, 1914